# Portada/efemèride abril 18
Boleslau I de Polònia
« 17 d'abril · 18 d'abril · 19 d'abril »